# Quincampoix-Fleuzy
 Quincampoix-Fleuzy  es una comuna y población de Francia, en la región de Picardía, departamento de Oise, en el distrito de Beauvais y cantón de Formerie.
Está integrada en la Communauté de communes de la Picardie Verte .

## Demografía
| 350 | 315 | 318 | 377 | 414 | 426 |
| Para los censos de 1962 a 1999 la población legal corresponde a la población sin duplicidades (Fuente: INSEE [Consultar]) |     |     |     |     |     |

Forma parte de la aglomeración urbana de Aumale (Sena Marítimo).